# PhilPapers
PhilPapers es una base de datos académica interactiva de artículos académicos de filosofía. Es mantenida por el Centro de filosofía digital (Centre for Digital Philosophy) en la Universidad de Western Ontario, y a fecha de 2022 tiene «394,867 usuarios registrados, incluyendo la mayoría de filósofos profesionales y estudiantes de posgrado». Los editores generales son sus fundadores, David Bourget y David Chalmers.
PhilPapers recibe apoyo financiero de otras organizaciones, incluida una subvención sustancial a principios de 2009 del Joint Information Systems Committee en Reino Unido. El archivo es elogiado por su exhaustividad y organización, así como por sus actualizaciones regulares. Además de archivar documentos, los editores llevan a cabo y publican la encuesta más extensa realizada a filósofos académicos, para determinar su punto de vista como «filósofos profesionales» con relación a 30 cuestiones filosóficas.